# 吕维雪
吕维雪（1930年—2001年），男，浙江定海人，中国生物医学工程和仪器仪表工程专家、教育家，曾任浙江大学副校长、教授、博士生导师。